# Прапроче (Копер)
Прапроче (словен. Praproče) — поселення в общині Копер, Регіон Обално-крашка, Словенія. Висота над рівнем моря: 416,3 м.